# Pearl Eaton
Pearl Eaton (Washington, 1º agosto 1898 – Manhattan Beach, 10 settembre 1958) è stata un'attrice e ballerina statunitense.

## Biografia
Sorella maggiore di Doris e Mary Eaton, nacque nel 1898 a Washington, dove iniziò a studiare danza con le sorelline durante l'infanzia. Nel 1911 tutte e tre esordirono sulle scene in un allestimento di L'uccellino azzurro al Shubert Belasco Theatre, tornando poi a recitare nella commedia anche a New York e in una tournée statunitense prodotta dai fratelli Shubert. Esordì a Broadway nel 1916 in Robinson Crusoe Jr. in scena al Winter Garden Theatre. Sarebbe tornata a Broadway in una dozzina di allestimenti diversi fino al 1928, apparendo in tre edizioni delle Ziegfeld Follies (1918, 1922 e 1923). Qui ebbe modo di collaborare con Ned Wayburn, il coreografo di Ziegfeld, che la indirizzò alla coreografia.
Verso la fine degli anni venti si trasferì a Los Angeles, dove cominciò a lavorare come ballerina e coreografa per la RKO Pictures, facendo il suo debutto cinematografico nel 1929 ne La ragazza del bacio. Curò le coreografie di Hit the Deck e Rio Rita. La Grande depressione portò al suo licenziamento dalla RKO nel 1930 e nel decennio seguente continuò ad apparire in piccoli ruoli al cinema.
Fu sposata con il violinista Harry Levant dal 1917 al 1928 e la coppia ebbe una figlia. Dopo il divorzio, si risposò con Richard "Dick" Curtis Enderly. Fu trovata morta nel suo appartamento di Manhattan Beach nel 1958 all'età di sessant'anni. Il caso del suo omicidio non fu mai risolto.

## Filmografia parziale
- Tanned Legs, regia di Marshall Neilan (1929)
- Tutta la città ne parla (The Whole Town's Talking), regia di John Ford (1935)
- Annie del Klondike (Klondike Annie), regia di Raoul Walsh (1936)